# Diócesis de Jiaying
La diócesis de Jiaying o de Kaying (en latín: Dioecesis Chiaimensis y en chino: 天主教嘉应教区) es una circunscripción eclesiástica de la Iglesia católica en China. Se trata de una diócesis latina, sufragánea de la arquidiócesis de Cantón. Desde el 26 de septiembre de 2003 su obispo es Joseph Liao Hongqing, aunque para el Anuario Pontificio está vacante desde el 21 de febrero de 1952. En 1981 la Asociación Patriótica Católica China la renombró como diócesis de Meixian y en 1994 le agregó la ciudad de Heyuan de la arquidiócesis de Cantón y la renombró diócesis de Meizhou, todo sin el asentimiento de la Santa Sede. 

## Territorio y organización
La diócesis tiene 67 000 km² y extiende su jurisdicción sobre los fieles católicos de rito latino residentes en parte de la provincia de Cantón. 
La sede de la diócesis se encuentra en la ciudad de Meizhou (antes llamada Jiaying), en donde se halla la Catedral de la Sagrada Familia.
En 1950 en la diócesis existían 26 parroquias.

## Historia
La prefectura apostólica de Jiaying fue erigida el 20 de febrero de 1929 con el breve Pastorale officium del papa Pío XI, obteniendo el territorio del vicariato apostólico de Shantou (hoy diócesis de Shantou). El cuidado pastoral fue confiado a los misioneros de Maryknoll.
El 18 de junio de 1935 la prefectura apostólica fue elevada al rango de vicariato apostólico con la bula Etsi inter del papa Pío XI.
El 11 de abril de 1946 el vicariato apostólico fue elevado a diócesis con la bula Quotidie Nos del papa Pío XII.
En octubre de 1949 la ciudad de Jiaying fue ocupada por el Partido Comunista de China, que se impuso en la guerra civil y proclamó la República Popular China el 1 de octubre de 1949. El 4 de septiembre de 1951 China comunista expulsó al nuncio apostólico Antonio Riberi y la Santa Sede continuó reconociendo a la República de China en Taiwán como el legítimo gobierno chino. En diciembre de 1950 el obispo estadounidense Francis Xavier Ford fue arrestado por acusaciones de espionaje, y luego de ser torturado murió en prisión el 21 de febrero de 1952. Posteriormente fue declarado Siervo de Dios y se inició el proceso de su canonización. Todos los misioneros extranjeros fueron expulsados de China comunista en 1952.
La Asociación Patriótica Católica China fue creada con el apoyo de la Oficina de Asuntos Religiosos de la República Popular de China en 1957, con el objetivo de controlar las actividades de los católicos en China. Su nombre público es Iglesia católica china y es referida como la "Iglesia oficial" en contraposición a la "Iglesia subterránea" o "Iglesia clandestina" leal a la Santa Sede.
En el período de 1966 a 1976 la Revolución Cultural se ensañó especialmente contra la religión, destruyéndose numerosas iglesias y cesaron todas las actividades religiosas en la diócesis, que pudo reanudar sus operaciones a principios de la década de 1980.
En 1981 la Asociación Patriótica Católica China la renombró como diócesis de Meixian y en 1994 le agregó la ciudad de Heyuan de la arquidiócesis de Cantón y la renombró diócesis de Meizhou, todo sin el asentimiento de la Santa Sede. 
El 7 de mayo de 1989 la Asociación Patriótica nombró a Anthony Zhong Quanzhang como obispo "oficial" de su diócesis de Meixian, sin el permiso del papa Juan Pablo II, quien más tarde lo reconoció. Fue sucedido por el obispo "oficial" Joseph Liao Hongqing, quien también fue reconocido por la Santa Sede.
El 22 de septiembre de 2018 se firmó en Pekín el Acuerdo provisional entre la Santa Sede y la República Popular de China sobre el nombramiento de los obispos. El 22 de octubre de 2020 el acuerdo fue prorrogado por otros dos años y en octubre de 2022 por otros dos años más.
Debido a la situación particular de la Iglesia católica en China, la Santa Sede no nombra obispos para las diócesis chinas, que son sedes oficialmente vacantes incluso en presencia de obispos reconocidos por Roma.

## Estadísticas
Según el Anuario Pontificio 2002 la diócesis tenía a fines de 1950 un total de 22 819 fieles bautizados.
| Año                                                                             | Población            | Población | Población      | Sacerdotes | Sacerdotes    | Sacerdotes    | Bautizados por sacerdote | Diáconos permanentes | Religiosos | Religiosos | Parroquias |
| Año                                                                             | Bautizados católicos | Total     | % de católicos | Total      | Clero secular | Clero regular | Bautizados por sacerdote | Diáconos permanentes | Varones    | Mujeres    | Parroquias |
| ------------------------------------------------------------------------------- | -------------------- | --------- | -------------- | ---------- | ------------- | ------------- | ------------------------ | -------------------- | ---------- | ---------- | ---------- |
| 1950                                                                            | 22 819               | 2 625 000 | 0.9            | 31         | 15            | 16            | 736                      |                      |            | 31         | 26         |
| Fuente: Catholic-Hierarchy, que a su vez toma los datos del Anuario Pontificio. |                      |           |                |            |               |               |                          |                      |            |            |            |

Según algunas fuentes estadísticas, la diócesis en 2011 contaba con 40 000 fieles, con 8 sacerdotes y unas cuarenta parroquias y estaciones misioneras.

## Episcopologio
- Francis Xavier Ford, M.M. † (28 de abril de 1929-21 de febrero de 1952 falleció)
  - Sede vacante
  - Anthony Zhong Quanzhang † (7 de mayo de 1989 consagrado-28 de enero de 2000 falleció)
  - Joseph Liao Hongqing, desde el 26 de septiembre de 2003